# Phytoliriomyza nigriantennalis
Phytoliriomyza nigriantennalis är en tvåvingeart som beskrevs av Spencer 1975. Phytoliriomyza nigriantennalis ingår i släktet Phytoliriomyza och familjen minerarflugor.
Artens utbredningsområde är Sri Lanka. Inga underarter finns listade i Catalogue of Life.